# Kaczorownia
Kaczorownia – osada w Polsce położona w województwie opolskim, w powiecie strzeleckim, w gminie Strzelce Opolskie.